# Garrett Gerloff
Garrett Gerloff, né le 1er août 1995, est un pilote moto américain. Il participe au Championnat du Monde Superbike depuis 2020.
Il remporte à deux reprises le titre de champion MotoAmerica dans la catégorie Supersport en 2016 et 2017,.

## Carrière

### Début de carrière
À partir de 2007, Gerloff a commencé à concourir au sein de la Western Eastern Roadracing Association (WERA). Lors des saisons 2010 et 2011, il s'est illustré en terminant premier et deuxième au classement général dans les catégories Superbike et Superstock, au guidon d'une Yamaha 600.
Après avoir connu le succès dans la série nationale WERA, il a rejoint le championnat amateur Daytona Sportbike en 2011 et 2012, débutant dans les compétitions régionales avant d’accéder au niveau national en 2013. Lors de ses deux saisons dans ce championnat, il a terminé 3ᵉ en 2013 et 6ᵉ en 2014. Lorsque MotoAmerica est devenu le championnat national de courses sur route, Gerloff a rejoint la catégorie MotoAmerica Supersport en 2015, terminant à la 3ᵉ place dès sa première participation. Il est devenu champion dans la catégorie Supersport en 2016 et 2017.

### Championnat MotoAmerica Superbike
Le succès de Gerloff en Supersport lui a permis d'obtenir une place au sein de l'équipe officielle Yamaha pour la saison 2018 du championnat MotoAmerica Superbike. Gerloff a terminé la saison avec 5 podiums et une cinquième place au classement général. Il a décroché sa première victoire en Superbike à Laguna Seca le 14 juillet 2019. Il a remporté quatre victoires et décroché 11 podiums sur un total de 20 courses. Au classement général de la saison, il a terminé à la troisième place, derrière Cameron Beaubier et Toni Elias, avec un retard de 51 points sur le champion.

### Championnat du monde de Superbike

#### 2020-2022: GRT Yamaha
Les performances de Gerloff en MotoAmerica lui valent un passage dans l'équipe GRT Yamaha WorldSBK Junior Team, soutenue par l'usine, pour le Championnat du Monde Superbike 2020. Gerloff a terminé la saison avec deux troisièmes places à Catalogne et à Estoril. Il a conclu l'année à la 11ᵉ place avec un total de 103 points. Par la suite, il a été reconduit pour une saison supplémentaire avec l'équipe GRT Yamaha.
Gerloff a continué à progresser lors de sa deuxième année en World Superbike et a signé un nouveau contrat d'une année pour courir avec l'équipe GRT Yamaha WorldSBK en 2022. Il n'a pas remporté de victoires durant la saison, mais il a augmenté son nombre de podiums et a été un concurrent régulier dans le top 5 tout au long de 2021. Cependant, il a brièvement suscité la controverse lorsqu'il est entré en collision avec le pilote de l'équipe Factory Yamaha, Toprak Razgatlioglu, à Assen. Ses résultats améliorés ont permis au GRT Yamaha WorldSBK Team de remporter le Championnat des Équipes Indépendantes, tandis que Gerloff a décroché le Championnat des Pilotes Indépendants en tant que pilote ayant marqué le plus de points parmi ceux ne faisant pas partie d'une équipe usine.

#### 2023-2024: Transfert chez BMW
Pour la saison 2023, il rejoint Bonovo Action BMW Team, au coté du français Loris Baz. Sur le circuit de Phillip Island, il signe une dixième position, pour sa première course chez le constructeur allemand. Le lendemain, il termine 14e de la course 2 derrière la BMW de Scott Redding. Il décroche la pole position sur le circuit de Nevers Magny-Cours.

#### 2025: Début chez Kawasaki
Il décide de rejoindre Kawasaki pour la saison 2025, à bord d'une ZX-10RR. Il débute difficilement la saison, avec un double abandon à Phillip Island.

### Championnat du monde de MotoGP
Après des retards dans la récupération de Valentino Rossi suite au SARS-CoV-2 en novembre 2020, Gerloff a été annoncé comme remplaçant de Rossi lors du Grand Prix d'Europe. Gerloff a terminé les séances d’essais libres du vendredi, avant que les tests négatifs de Rossi ne permettent son retour pour la troisième séance d’essais du samedi. Gerloff a ensuite été retiré du week-end de course.
Gerloff a fait ses débuts en MotoGP lors du Grand Prix des Pays-Bas 2021, en participant à la course pour l'équipe Sepang Racing Yamaha en remplacement de Franco Morbidelli, blessé. Il est devenu le premier Américain à courir dans la catégorie reine depuis le dernier Grand Prix de son idole, Nicky Hayden, en 2016. Gerloff n’a pas eu l’opportunité de piloter la toute dernière Yamaha YZR-M1, mais a plutôt roulé avec la version "A-Spec" de 2019 de Morbidelli. Il a terminé la course à la dix-septième position.

## Statistiques en carrière

### Championnat de Superbike Moto America

#### Par saison
| Saison | Catégorie | Moto   | Ecurie              | courses | Vic. | Podium | Pts | position |
| ------ | --------- | ------ | ------------------- | ------- | ---- | ------ | --- | -------- |
| 2018   | SBK       | Yamaha | Yamaha Factory Team | 19      | 0    | 0      | 208 | 5e       |
| 2019   | SBK       | Yamaha | Yamaha Factory Team | 19      | 4    | 11     | 316 | 3e       |
| Total  |           |        |                     | 38      | 4    | 11     | 524 |          |

### Grand Prix MotoGP
| Saison | Catégorie | Moto          | Ecurie                       | Course | Vic. | Podium | Pole | M/T | Pts | Classement |
| ------ | --------- | ------------- | ---------------------------- | ------ | ---- | ------ | ---- | --- | --- | ---------- |
| 2020   | MotoGP    | Yamaha YZR-M1 | Monster Energy Yamaha MotoGP | 0      | 0    | 0      | 0    | 0   | 0   | NC         |
| 2021   | MotoGP    | Yamaha YZR-M1 | Petronas Yamaha SRT          | 1      | 0    | 0      | 0    | 0   | 0   | 17e        |
| Total  |           |               |                              | 1      | 0    | 0      | 0    | 0   | 0   |            |

### Championnat du monde de Superbike
| Saison | Moto                   | Ecurie                          | Courses | Victoires | Podium | Pole | M/T | Pts | Classement |
| ------ | ---------------------- | ------------------------------- | ------- | --------- | ------ | ---- | --- | --- | ---------- |
| 2020   | Yamaha YZF-R1          | GRT Yamaha WorldSBK Junior Team | 22      | 0         | 3      | 0    | 0   | 103 | 11e        |
| 2021   | Yamaha YZF-R1          | GRT Yamaha WorldSBK Team        | 37      | 0         | 2      | 0    | 0   | 228 | 7e         |
| 2022   | Yamaha YZF-R1          | GRT Yamaha WorldSBK Team        | 33      | 0         | 1      | 0    | 0   | 142 | 11e        |
| 2023   | BMW M1000RR            | Bonovo Action BMW               | 36      | 0         | 0      | 1    | 0   | 144 | 12e        |
| 2024   | BMW M1000RR            | Bonovo Action BMW               | 36      | 0         | 2      | 0    | 0   | 176 | 9e         |
| 2025   | Kawasaki Ninja ZX-10RR | Kawasaki WorldSBK Team          | 0       | 0         | 0      | 0    | 0   | 0*  | 0*         |
| Total  | Total                  | Total                           | 164     | 0         | 8      | 1    | 0   | 793 |            |

#### Résultats par années
(Les courses en gras indiquent une pole position) (Les courses en Italiques indiquent un meilleur tour)
| Year | Bike     | 1      | 1       | 1       | 2      | 2      | 2       | 3       | 3       | 3       | 4       | 4       | 4       | 5      | 5      | 5       | 6      | 6       | 6      | 7       | 7       | 7       | 8       | 8      | 8       | 9       | 9       | 9     | 10     | 10     | 10     | 11    | 11     | 11      | 12     | 12      | 12      | 13     | 13    | 13    | Pos | Pts |
| Year | Bike     | R1     | SR      | R2      | R1     | SR     | R2      | R1      | SR      | R2      | R1      | SR      | R2      | R1     | SR     | R2      | R1     | SR      | R2     | R1      | SR      | R2      | R1      | SR     | R2      | R1      | SR      | R2    | R1     | SR     | R2     | R1    | SR     | R2      | R1     | SR      | R2      | R1     | SR    | R2    | Pos | Pts |
| ---- | -------- | ------ | ------- | ------- | ------ | ------ | ------- | ------- | ------- | ------- | ------- | ------- | ------- | ------ | ------ | ------- | ------ | ------- | ------ | ------- | ------- | ------- | ------- | ------ | ------- | ------- | ------- | ----- | ------ | ------ | ------ | ----- | ------ | ------- | ------ | ------- | ------- | ------ | ----- | ----- | --- | --- |
| 2020 | Yamaha   | AUS 14 | AUS DNS | AUS DNS | SPA 11 | SPA 8  | SPA 10  | POR 14  | POR 10  | POR 11  | SPA Ret | SPA 13  | SPA 10  | SPA 11 | SPA 13 | SPA 10  | SPA 8  | SPA 5   | SPA 3  | FRA Ret | FRA 8   | FRA 8   | POR 3   | POR 2  | POR Ret |         |         |       |        |        |        |       |        |         |        |         |         |        |       |       | 11e | 103 |
| 2021 | Yamaha   | SPA 9  | SPA 3   | SPA 7   | POR 4  | POR 4  | POR Ret | ITA 12  | ITA 8   | ITA 5   | GBR 7   | GBR 5   | GBR 2   | NED 6  | NED 8  | NED Ret | CZE 6  | CZE 6   | CZE 8  | SPA 9   | SPA 9   | SPA Ret | FRA 11  | FRA 13 | FRA 9   | SPA Ret | SPA 8   | SPA 7 | SPA 10 | SPA C  | SPA 10 | POR 6 | POR 8  | POR 5   | ARG 7  | ARG 7   | ARG 8   | INA 11 | INA C | INA 6 | 7e  | 228 |
| 2022 | Yamaha   | SPA 9  | SPA 10  | SPA 9   | NED 8  | NED 7  | NED Ret | POR DNS | POR DNS | POR DNS | ITA 8   | ITA 9   | ITA Ret | GBR 7  | GBR 10 | GBR 11  | CZE 10 | CZE 9   | CZE 18 | FRA 5   | FRA 8   | FRA 8   | SPA 3   | SPA 10 | SPA Ret | POR 10  | POR Ret | POR 9 | ARG 13 | ARG 13 | ARG 12 | INA 7 | INA 13 | INA 8   | AUS 6  | AUS 7   | AUS Ret |        |       |       | 11e | 142 |
| 2023 | BMW      | AUS 10 | AUS 15  | AUS 14  | INA 14 | INA 12 | INA 11  | NED 12  | NED 17  | NED 12  | SPA 9   | SPA 7   | SPA 10  | ITA 13 | ITA 9  | ITA 8   | GBR 7  | GBR Ret | GBR 9  | ITA 13  | ITA Ret | ITA 13  | CZE Ret | CZE 9  | CZE 20  | FRA 4   | FRA Ret | FRA 5 | SPA 8  | SPA 9  | SPA 10 | POR 4 | POR 8  | POR 4   | SPA 14 | SPA Ret | SPA 9   |        |       |       | 12e | 144 |
| 2024 | BMW      | AUS 9  | AUS 13  | AUS 9   | SPA 12 | SPA 17 | SPA 10  | NED 16  | NED 11  | NED 12  | ITA 12  | ITA Ret | ITA 18  | GBR 14 | GBR 14 | GBR 13  | CZE 8  | CZE 12  | CZE 12 | POR 4   | POR 11  | POR 8   | FRA 12  | FRA 6  | FRA 3   | ITA 8   | ITA 9   | ITA 4 | SPA 3  | SPA 5  | SPA 5  | POR 6 | POR 11 | POR Ret | SPA 10 | SPA 8   | SPA 7   |        |       |       | 9e  | 176 |
| 2025 | Kawasaki | AUS    | AUS     | AUS     | POR    | POR    | POR     | NED     | NED     | NED     | ITA     | ITA     | ITA     | CZE    | CZE    | CZE     | EMI    | EMI     | EMI    | GBR     | GBR     | GBR     | HUN     | HUN    | HUN     | FRA     | FRA     | FRA   | ARA    | ARA    | ARA    | POR   | POR    | POR     | SPA    | SPA     | SPA     |        |       |       | NC* | 0*  |

* Saison en cours.